# Burhinus senegalensis

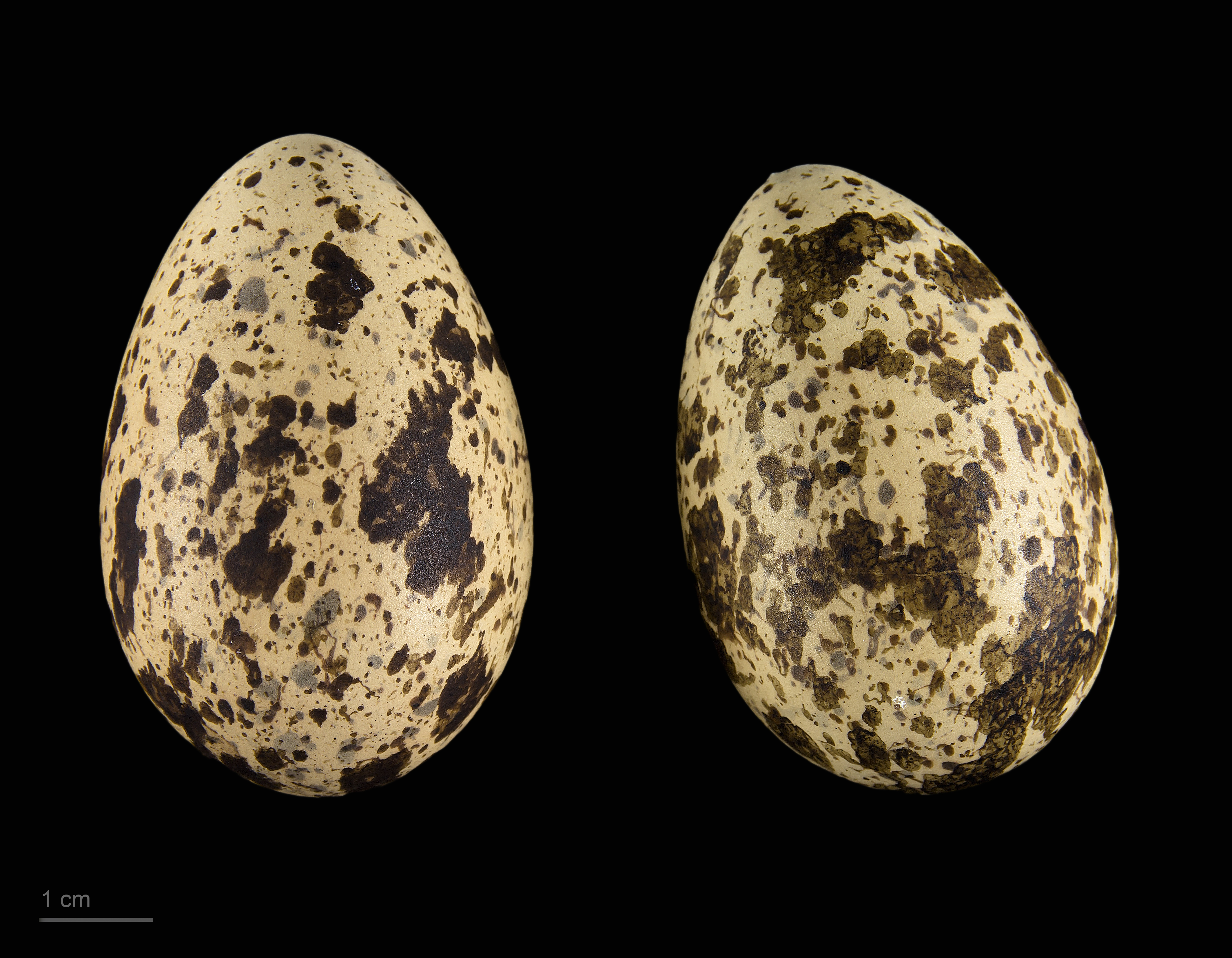
Burhinus senegalensis - MHNT

El alcaraván senegalés (Burhinus senegalensis) es una especie de ave caradriforme de la familia Burhinidae propia de África.

## Descripción
El alcaraván senegalés es un ave zancuda de porte mediano con un fuerte pico negro y amarillo, grandes ojos amarillos; lo cual les da una apariencia de reptil; y plumaje críptico. Su nombre científico hace referencia a las juntas prominentes en sus rodillas en sus patas largas de color amarillento o verdoso.

## Distribución y hábitat
Es un reproductor residente de África entre el Sahara y el ecuador, y en el valle del Nilo. Prefiere los ambientes abiertos y secos con algo de suelo desnudo, preferentemente cerca del agua. 

## Ecología
El alcaraván senegalés posee un vuelo poderoso, sus alas poseen una franja blanca.
La puesta consiste de dos huevos marrón claro con pintas, los cuales deposita en una depresión del terreno. Es activo al amanecer y al atardecer. Su llamada es un fuerte pi-pi-pi-pi-pi-pi-pi. Se alimenta de insectos, crustáceos y otros invertebrados. También captura pequeñas presas.